# جائزة ستوكهولم في علم الإجرام

شعار الجائزة

جائزة ستوكهولم في علم الجريمة (بالإنجليزية: Stockholm Prize in Criminology)‏ هي جائزة دولية في مجال علم الجريمة، تأسست تحت رعاية وزارة العدل السويدية. لديها وقف دائم في أمانة جائزة ستوكهولم في مؤسسة علم الجريمة. جائزة ستوكهولم في علم الجريمة هي جزء مميز من ندوة ستوكهولم لعلم الجريمة، وهو حدث سنوي يقام خلال ثلاثة أيام في يونيو.
تُمنح الجائزة للإنجازات البارزة في مجال البحث الجنائي أو للحد من الجريمة والنهوض بحقوق الإنسان.
وفقًا لاستطلاعات الرأي فإن جائزة ستوكهولم في علم الجريمة هي أرقى جائزة أكاديمية دولية في مجال القانون.  

## عن الجائزة
تم تقديم جائزة ستوكهولم في علم الجريمة لأول مرة في يونيو 2006. تبلغ قيمة الجائزة 1,000,00 كرونة سويدية وتُمنح لمتلقي واحد سنويًا، مع إمكانية مشاركة الجائزة بين ما يصل إلى اثنين من المتلقين المشاركين. في كل عام، تدعو لجنة تحكيم جائزة ستوكهولم المستقلة هيئات الترشيح من جميع أنحاء العالم لاقتراح مرشحين للجائزة. تتكون لجنة التحكيم من أعضاء من خمس قارات يمثلون الممارسين والأكاديميين. تُمنح جائزة ستوكهولم في علم الجريمة من قبل مؤسسة ستوكهولم في علم الجريمة بالتعاون مع جامعة ستوكهولم والمجلس الوطني السويدي لمنع الجريمة (Brå).

## أهداف الجائزة
تتمثل أهداف جائزة ستوكهولم في علم الجريمة في تعزيز تطوير
- · تحسين المعرفة بأسباب الجريمة على المستويين الفردي والهيكلي.
- · سياسات عامة أكثر فعالية وإنسانية للتعامل مع المجرمين.
- · معرفة أفضل بالاستراتيجيات البديلة لمنع الجريمة داخل نظام العدالة وخارجه.
- · سياسات دعم ضحايا الجريمة.
- · أفضل السبل للحد من المشكلة العالمية للممارسات غير القانونية أو التعسفية التي قد تحدث في إقامة العدل.[5]

## حفل توزيع الجوائز
يقام حفل توزيع الجوائز في قاعة البلدية في وسط ستوكهولم بالتزامن مع ندوة ستوكهولم علم الجريمة. سيقام حفل 2020 مساء يوم 10 يونيو ويعقبه حفل عشاء في القاعة الذهبية.

## الفائزين بالجائزة
مُنحت جائزة ستوكهولم الأولى في علم الإجرام في عام 2006. حتى الآن حصل أربعة وعشرون باحثًا على الجائزة: 
- - 2006 جون بريثويت (أستراليا).
- 2006 فريدريش لوسيل (ألمانيا)
- 2007 الفريد بلومستين (الولايات المتحدة).
- - 2007 تيري موفيت (الولايات المتحدة).
- 2008 ديفيد اولدز (الولايات المتحدة).
- 2008 - جوناثان شبرد (المملكة المتحدة).
- 2009 - جون هاجان (الولايات المتحدة).
- 2009 - أوجينيو راؤول زافاروني (الأرجنتين).
- 2010 ديفيد وايسبورد (إسرائيل والولايات المتحدة).
- 2011 - جون هـ. لوب (الولايات المتحدة).
- 2011 - روبرت جيه سامبسون (الولايات المتحدة).
- 2012 - جان فان ديك (هولندا)
- 2013 - ديفيد ب. فارينغتون (المملكة المتحدة)
- 2014 دانيال س. ناجين (الولايات المتحدة).
- 2014 جوان بترسيليا (الولايات المتحدة الأمريكية).
- 2015 رونالد في.كلارك (المملكة المتحدة / الولايات المتحدة).
- 2015 باتريشيا مايهيو (المملكة المتحدة)
- 2016 - ترافيس هيرشي (الولايات المتحدة).
- 2016 - كاثي سباتز ويدوم (الولايات المتحدة الأمريكية)
- 2016 - بير أولوف إتش ويكستروم (السويد / المملكة المتحدة)
- 2017 - ريتشارد إي. ترمبلاي (كندا / فرنسا / أيرلندا)
- 2018 - هيرمان جولدشتاين (الولايات المتحدة).
- 2019 روث دريفوس (سويسرا).
- 2019 بيتر رويتر (الولايات المتحدة).
- 2020 - فيليب جيه كوك (الولايات المتحدة)
- 2020 - فرانكلين زيمرينغ (الولايات المتحدة الأمريكية)
- 2021 إيليا أندرسون (الولايات المتحدة)
- 2022 - بيجي جيوردانو (الولايات المتحدة الأمريكية)
- 2022 فرانسيس ت.كولين (الولايات المتحدة)

## روابط خارجية
- الموقع الرسمي